# Služka paní
Služka paní (v originále La serva padrona) je opera Giovanni Pergolesiho z roku 1733. Autorem libreta je Gennaro Antonio Federico.

## Hlavní postavy
- doktor Uberto Pandolfo (bas)
- jeho služebná Serpina (soprán)
- jeho sluha Vespone (bez pěveckých čísel)

## Obsah
Opera Služka paní je italská opera buffa o dvou dějstvích. Její děj se odehrává v Neapoli na počátku 18. století.
Starý mládenec Uberto Pandolfo má chytrou mladou služebnou Serpinu, která ho má zcela omotaného kolem prstu. Serpina se rozhodne, že se s ní doktor musí oženit. K tomuto záměru využije starého a hloupého sluhy Vespona – oblékne jej do husarské uniformy a předstírá, že je to její milý, se kterým chce odejít z doktorovy služby. Doktor Pandolfo se zalekne, že by mohl o Serpinu, na kterou je zvyklý, přijít a raději se s ní opravdu ožení.